# NGC 903
NGC 903 este o galaxie lenticulară situată în constelația Berbecul. A fost descoperită în 13 decembrie 1884 de către Édouard Stephan⁠(d).